# Elena Goode
Pour les articles homonymes, voir Goode.
Elena Goode, née le 22 août 1983 à New York (État de New York), est une actrice américaine. Elle est notamment connue pour son rôle de Jade Taylor dans la série télévisée As the World Turns et celui de Ma dans le film Elliot Loves. 

## Carrière
De 2006 à 2007, elle joue un rôle récurrent dans la série télévisée As the World Turns.
En 2022, elle joue le rôle de Marjorie de Pretty Little Liars: Original Sin, quatrième série de la franchise Pretty Little Liars.

## Filmographie

### Cinéma
- 2012 : Elliot Loves : Ma
- 2012 : The Dictator : une garde
- 2015 : N.W.A: Straight Outta Compton : Nicole

### Télévision

#### Séries télévisées
- 2006-2007 : As the World Turns : Jade Taylor (192 épisodes)
- 2013 : Blue Bloods : Vicky
- 2022 : Pretty Little Liars: Original Sin : Marjorie Olivar

#### Téléfilms
- 2009 : Circledrawers : Ema
- 2019 : Qui est vraiment mon mari ? : Carolyn